# Fayçal Husseini
Fayçal Husseini, né le 17 juillet 1940 à Bagdad et mort le 31 mai 2001 au Koweit, est un homme politique palestinien.

## Biographie
Il est le fils de Abdel Kader al-Husseini. Il est connue comme directeur de la Maison d'Orient à Jérusalem et membre du Comité exécutif de l'Organisation de libération de la Palestine (OLP), chargé du dossier de Jérusalem, où il s'est installé en 1964, au sein de l’Autorité palestinienne. Son engagement actif dans l'OLP remonte à 1964, après ses études en sciences. Il plaidait pour que Jérusalem devienne la capitale des deux États, palestinien et israélien. 
Étant directeur de la Maison d'Orient, Fayçal accueillait les personnalités étrangères en visite à Jérusalem-Est. Elle accueille aussi de nombreuses institutions palestiniennes.
Il est emprisonné par Israël une année complète en 1967 car les Israéliens ont découvert chez lui une arme que lui avait remise Yasser Arafat lors de son séjour clandestin en Cisjordanie. Il crée la société des études arabes, pour développer la recherche sur le passé palestinien de la ville. Il a constamment été placé en résidence surveillée de 1982 à 1987, puis interné en détention administrative à plusieurs reprises de 1987 à 1990. Sa dernière détention remonte à octobre 1990 lorsque la police l'a maintenu en prison pendant 16 jours à la suite de la mort de 18 Palestiniens à la mosquée al-Aqsa par des militaires israéliens. Ses différents séjours en prison lui ont permis d'apprendre l'hébreu, ce qui lui permettait d'exposer le point de vue palestinien lorsqu'il était invité à la radio et à la télévision israéliennes. 
Il est présent à la conférence de Madrid de 1991 comme représentant officieux de l'OLP. En effet, cette conférence de paix menée sous la conduite de George Bush père et James Baker avait demandé que la délégation palestinienne ne soit pas une représentation de l'OLP en raison de la non-reconnaissance de cette organisation par l'État d'Israël et d'autres pays, à l'époque. 
Il  meurt d'une crise cardiaque à Koweït (ville).